# Шарухен

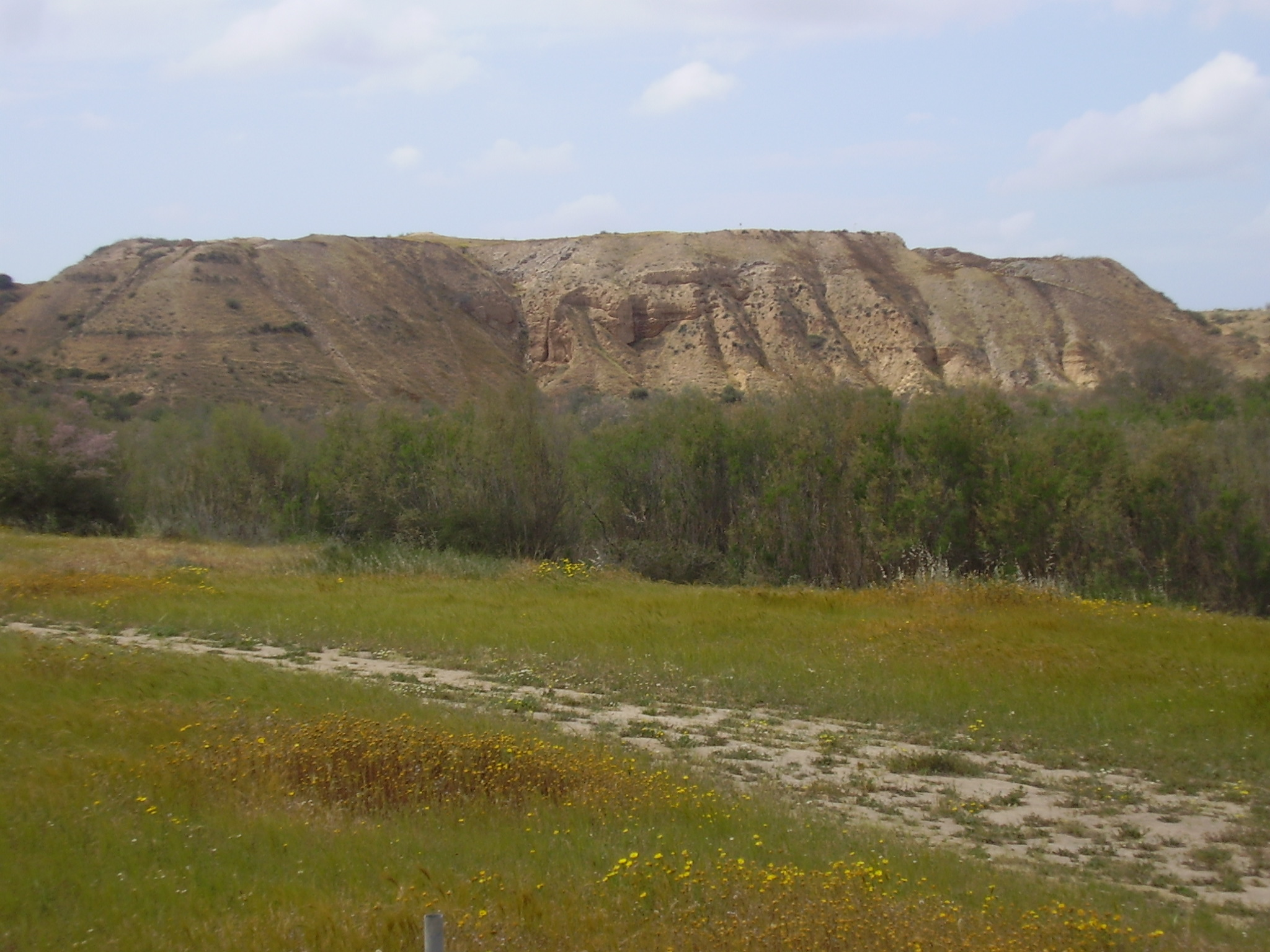
Tell el-Farah South.jpg

Шарухен — стародавнє місто у пустелі Негев.

## Історія
Після вигнання гіксосів з Єгипту у другій половині XVI століття до н. е. вони втекли до Шарухена й укріпили його. Армія фараона Яхмоса I захопили та зруйнували місто після трирічної облоги.

## Ідентифікація
Нині принаймні дві місцини можуть бути ідентифікованими як стародавній Шарухен:
- Багато істориків та археологів нині вважають, що Шарухен розташовувався у південній частині Бесора (31°16′55″ пн. ш. 34°28′57″ сх. д. / 31.28194° пн. ш. 34.48250° сх. д.)[1].
- Фліндерс Пітрі вважав, що на місці Шарухена розташований Тель ель-Айюл (31°28′04″ пн. ш. 34°24′15″ сх. д. / 31.467665° пн. ш. 34.404297° сх. д.) — тель на території сектора Гази.